# The Sweet Hello, The Sad Goodbye
«The Sweet Hello, The Sad Goodbye» (en español: «El dulce hola, el triste adiós») es una canción originalmente del dúo pop sueco Roxette, escrita por Per Gessle y grabada en la primavera de 1990 para su tercer álbum de estudio Joyride. Sin embargo, la canción fue excluida del álbum, y en su lugar fue grabada por el ex vocalista de Modern Talking, Thomas Anders, quien en abril de 1991 publicó su versión como el sencillo principal de su álbum en solitario Whispers. Seis meses después, Roxette lanzó su grabación original como sencillo promocional de edición limitada exclusivamente en Suecia. En 1993, una versión producida por Phil Ramone fue grabada por la cantante estadounidense Laura Branigan para su séptimo álbum de estudio, Over My Heart. Ese mismo año, Phil Thornalley produjo una versión para Jason Donovan, que fue incluida como lado b de su sencillo "All Around the World".
Roxette incluyó su versión original como lado b en los singles Spending My Time (1991) y Vulnerable (1995), así como su compilación de 1995. También apareció en The Rox Box/Roxette 86-06 (2006). En 2012, un remix de la canción creada por Peter Bostrom fue lanzado como un sencillo sin álbum. Este remix apareció en Roxette XXX . The 30 Biggest Hits (2014) y The RoxBox: A Collection of Roxette's Greatest Songs (2015).[2]

## Créditos
- Productor: Mike Paxman y Paul Muggleton
- Publicación: Jimmy Fun Music, EMI Music
- Mezcla: Stephen W. Tayler en Metropolis, Londres, Inglaterra
- Letra: Per Gessle
- Música: Per Gessle
- Coros: Judie Tzuke, Paul Muggleton, Don Snow, Deborah Robson

## Sencillos
12" Maxi EastWest 9031-74247-0 (Warner)	04.1991
1. 	«The Sweet Hello, The Sad Goodbye»		6:00
2. 	«The Sweet Hello, The Sad Goodbye» (Single Edit)		4:35
3. 	«You Are My Life»		4:40
CD-Maxi EastWest 9031-7247-7 (Warner)	04.1991
1. 	«The Sweet Hello, The Sad Goodbye» (Single Edit)		4:35
2. 	«You Are My Life»		4:45
- Datos: Q4051310